# 91428 Кортезі
91428 Кортезі (91428 Cortesi) — астероїд головного поясу, відкритий 20 серпня 1999 року.
Тіссеранів параметр щодо Юпітера — 3,356.